# Années 1330 av. J.-C.
Les années 1330 av. J.-C. couvrent les années de 1339 av. J.-C. à 1330 av. J.-C.

## Évènements
- 1336 av. J.-C.[1] : le roi des Hittites Suppiluliuma Ier meurt de la peste provoquée par les déportations qu’il avait ordonnées. Son fils Arnuwanda II lui succède mais meurt à son tour de la peste en 1335[2]. L'épidémie, ramenée de Syrie par Suppiluliuma, ravage l’Anatolie[3]. Après la mort de Suppiluliuma, le roi d'Assyrie Assur-uballit Ier s’empare de tout le Mitanni. L’Assyrie s’étend jusqu’à l’Euphrate. Tous les vassaux anatoliens des Hittites se révoltent[2].
- 1335-1310 av. J.-C.[1] : règne de Mursili II (Moursil), roi des Hittites[2]. Il lutte pendant dix ans pour consolider son empire : il mène plusieurs expéditions contre les Gasgas en Anatolie du Nord. Il envoie ses armées au sud-ouest contre l’Arzawa et ses voisins coalisés. Victorieux, Moursil réorganise la région et met l’Arzawa sous la dépendance du Hatti. À l’est il détruit le royaume d’Azzi/Hayasa et doit engager des troupes jusqu’en Arménie. En Syrie, il commence par renforcer la frontière de l’Euphrate et de Karkemish contre le danger Assyrien. L’an 9 de son règne, les rois de Nouhassé et d’Astata se révoltent alors que les Assyriens assiègent Karkemish. Moursil brise la révolte. Les Assyriens se retirent et Moursil réorganise la Syrie et crée une citadelle à Faq’ous destinée à protéger Emar et les marches sud-orientales de l’empire contre toute tentative d’invasion par la vallée de l’Euphrate. Il renouvelle les liens de vassalités avec Ougarit (où il installe Niqmepa) et l’Amourrou. Les actions énergiques de Moursil II ramènent le calme dans l’empire hittite, malgré quelques difficultés. La peste, notamment, continue ses ravages en Anatolie.
- Vers 1335 av. J.-C.[1] : victoire du roi de Babylone Kurigalzu II sur le roi d’Élam Hurpatila[2].